# Sân vận động Độc lập (Namibia)
Sân vận động Độc lập (tiếng Anh: Independence Stadium) ở Windhoek là sân vận động quốc gia của Cộng hòa Namibia. Sân có sức chứa 25.000 khán giả và chủ yếu được sử dụng cho các trận đấu bóng đá.
Sân đã không được - như được báo cáo rộng rãi - đổi tên thành Sân vận động Sam Nujoma. Đây là một sân vận động mới, nhỏ hơn nhiều, cũng nằm ở Windhoek.